# Lost: Missing Pieces
Lost: Missing Pieces (Lost, les pièces manquantes en français) est une série de treize vidéos dérivée du feuilleton télévisé Lost : Les Disparus.

## Épisodes

### Mobisode 1:La Montre
- Titre original : The Watch
- Scénariste(s) : Carlton Cuse
- Réalisateur : Jack Bender
- Centré sur : Jack et Christian
- Date de diffusion : 7 novembre 2007

Jack est sur une plage, des immeubles sont derrière lui, il jette des pierres dans la mer, son père Christian arrive, lui parle de son futur mariage et lui offre une montre qui appartenait à son père. Juste avant de partir, Christian demande à Jack de mieux s'occuper de son fils (s'il en a un) que lui ne s'était occupé de Jack.
- Commentaire : Ce mobisode nous introduit Jack et son père avant le mariage quand leurs rapports étaient cordiaux, il s'agit du seul mobisode à se dérouler intégralement comme un flashback avant l'arrivée des protagonistes sur l'île. Notons que John Terry, l'interprète de Christian n'apparaît que dans deux mobisodes, justement le premier et le dernier.

### Mobisode 2:Les Aventures d'Hurley et Frogurt
- Titre original : The Adventures of Hurley and Frogurt
- Scénariste(s) : Edward Kitsis, Adam Horowitz
- Réalisateur : Jack Bender
- Centré sur : Hurley et Frogurt
- Date de diffusion : 13 novembre 2007

Hurley fait tomber une bouteille de vin certainement destinée au pique-nique qu'il avait organisé avec Libby. Quelqu'un l’aperçoit. Hurley appelle cet homme Frogurt « Yaourt glacé » (surnom jamais retranscrit dans la VF pour le reste de la série). Il s’appelle en fait Neil. Ils se disputent puis Neil repart, ce qui n'a pas l'air de faire peur à Hurley.
- Commentaire : Ce mobisode nous introduit le personnage de Neil (surnommé "Frogurt" dans le reste de la série en VO uniquement) pour sa première apparition chronologique.

### Mobisode 3:Une partie d’échecs
- Titre original : King of the Castle
- Scénariste(s) : Brian K. Vaughan
- Réalisateur : Jack Bender
- Centré sur : Jack, Ben
- Date de diffusion : 20 novembre 2007

Au cours de sa détention au village des Autres, Jack fait une partie d'échec avec Ben qui lui dit que cela fait longtemps qu'il n'a pas joué contre quelqu'un de doué. Ben dit à Jack, à qui il a promis de le laisser rentrer chez lui, qu'il ne fera rien pour l'en empêcher mais qu'il se peut qu'un jour, Jack ai envie de revenir sur l'île, Jack répond « jamais », ce à quoi Ben dit qu'il a appris depuis longtemps à ne « jamais dire jamais ». Sur ce, Ben met en échec le Roi de Jack en lui disant que c'était une belle tentative.
- Commentaire : Cet épisode est un écho par rapport au dernier épisode de la saison 3 et au premier épisode de la saison 4. Ben dit à Jack que si ce dernier sort de l'île, inévitablement, il voudra y retourner. Chose vraie vu que Jack lors de la scène finale de la saison 3 dit à Kate qu'il faut retourner sur l'île. Hugo dit aussi à Jack, par rapport au fait que ce dernier ne voudra jamais retourner sur l'île, qu'il ne faut « jamais dire jamais ». Cette expression est de nouveau utilisée dans le premier épisode de la saison 4 lorsque Hurley discute avec Jack sur le fait qu'il faut retourner sur l'île.

### Mobisode 4:Le Marché
- Titre original : The Deal
- Scénariste(s) : Elizabeth Sarnoff
- Réalisateur : Jack Bender
- Centré sur : Michael & Juliet
- Date de diffusion : 26 novembre 2007

Pendant les évènements de la saison 2, au cours de la détention de Michael chez les Autres, alors qu'il tentait de retrouver son fils. Juliet lui rend visite et lui dit que le bateau qu'il a demandé pour quitter l'île avec son fils est à lui, mais qu'en contrepartie, il doit libérer un de leurs hommes, Ben, prisonnier au camp des rescapés de l'avion, et qu'il est très important pour eux. Elle dit qu'elle a passé un marché avec lui aussi et qu'il a sauvé sa sœur, lorsque Michael lui demande pourquoi elle est toujours là, il comprend que c'est parce que le prix du marché était qu'elle reste là.
- Commentaire : Ce mobisode fait nous explique pourquoi Michael a libéré Ben lorsqu'il est revenu au camp des rescapés d'Oceanic 815, ce geste pour lequel il a tué Ana-Lucia et Libby. On comprend aussi que Juliet avait déjà rencontré Michael dans sa détention et qu'elle lui a appris qu'elle était elle aussi retenue contre son gré.

### Mobisode 5:Les Révélations de Juliet
- Titre original : Operation: Sleeper
- Scénariste(s) : Brian K. Vaughan
- Réalisateur : Jack Bender
- Centré sur : Jack & Juliet
- Date de diffusion : 3 décembre 2007

Juliet qui a rejoint le camp des rescapés d'Oceanic 815 avec Jack après l'explosion du sous-marin causé par Locke, va le voir une nuit. Elle avoue à Jack qu'elle travaille toujours pour Benjamin Linus pour étudier s'il y a des femmes enceintes dans le groupe, et le cas échéant les lui amener. Elle lui avoue que Sun est enceinte et que si d'ici un mois, elle et son bébé sont toujours sur l'île, ils mourront tous les deux. Elle dit qu'elle vit depuis trois ans dans le rêve de Benjamin Linus et qu'il est temps de se réveiller.
- Commentaire : Ce mobisode fait le lien avec les épisodes où Juliet vient en aide à Sun pendant sa grossesse, et où elle examine son bébé dans son ventre avec les machines du centre médical de Dharma, on comprend qu'elle travaillait toujours pour Ben, alors que le doute était entretenu un long moment après qu'elle ai quitté le camp des Autres pour rejoindre celui des rescapés d'Oceanic 815.

### Mobisode 6:La Salle 23
- Titre original : Room 23
- Scénariste(s) : Elizabeth Sarnoff
- Réalisateur : Jack Bender
- Centré sur : Ben & Juliet
- Date de diffusion : 11 décembre 2007

Dans un bunker prison, une alarme retentit. Juliet vient annoncer à Ben que les Autres sont effrayés par Walt car il manifeste des pouvoirs surnaturels. Elle suggère de le ramener à son père qui le recherche et Ben répond qu'il n'en est pas question. Elle ajoute que plus personne ne veut lui apporter sa nourriture car ils sont effrayés. Ben répond que ce n'est qu'un enfant, Juliet l'emmène voir les oiseaux morts sous sa fenêtre en lui demandant quel genre d'enfant peut faire ça.
- Commentaire : C'est le mobisode le plus court mais où l'on apprend que Walt a des pouvoirs surnaturels, et que c'est pour ça que « Jacob » (selon Benjamin Linus) le voulait. En effet, on remarque des oiseaux morts sous la fenêtre de sa cellule (la salle 23) alors que cette dernière est barricadée, ce qui est un écho à un épisode de la saison 1.

### Mobisode 7:Arzt et la grotte
- Titre original : Arzt & Crafts
- Scénariste(s) : Damon Lindelof
- Réalisateur : Jack Bender
- Centré sur : Hurley, Jin, Sun, Michael & Arzt
- Date de diffusion : 17 décembre 2007

Le septième jour, le professeur Leslie Arzt essaie de dissuader certains des survivants de l'accident de suivre Jack en se déplaçant dans les grottes, jusqu'à ce qu'il entende le monstre et décide de s'y déplacer lui-même.
- Commentaire : Dans ce mobisode, on découvre qu'Artz, professeur de biologie, n'a accompagné à l'épave du Rocher Noir Rousseau, Jack, Kate, Locke et Hurley, qu'en entendant le monstre, car il était récalcitrant au début.

### Mobisode 8:Des secrets enterrés
- Titre original : Buried Secrets
- Scénariste(s) : Christina M. Kim
- Réalisateur : Jack Bender
- Centré sur : Jin, Sun & Michael
- Date de diffusion : 24 décembre 2007

Quelque temps entre les jours 6 à 44, alors qu'elle enterre son faux permis de conduire américain, Sun est surprise par Michael et après avoir avoué qu'elle était sur le point d'abandonner Jin, mais qu'elle hésite maintenant, Sun et Michael sont sur le point de s'embrasser avant d'être interrompus par le chien Vince.
- Commentaire : Dans ce mobisode, on découvre que la romance suggérée entre Sun et Michael dans la saison 1 aurait pu aller beaucoup plus loin, et que Sun a finalement changé d'avis et décidé de rester avec Jin.

### Mobisode 9:Des prétendues prévisions météo
- Titre original : Tropical Depression
- Scénariste(s) : Carlton Cuse
- Réalisateur : Jack Bender
- Centré sur : Michael & Arzt
- Date de diffusion : 31 décembre 2007

Le quarante-troisième jour, Arzt avoue à Michael qu'il a menti sur la prochaine saison de la mousson pour les dissuader de prendre la mer avec le radeau. Il lui dit également qu'il était en Australie pour rencontrer quelqu'un qu'il a trouvé grâce à un site de rencontres sur Internet, mais qu'il a été rejeté. C'est la raison pour laquelle il se trouvait dans le Vol Oceanic 815 pour le retour, alors qu'il ne devait pas prendre ce vol initialement.
- Commentaire : Dans ce mobisode, on découvre les raisons de la présence d'Artz en Australie et dans l'avion. En effet, étant un personnage secondaire et non principal, il n'a pas eu d'épisode flashback dédié contrairement à la plupart des autres passagers connus de l'avion.

### Mobisode 10:Ethan fait connaissance avec Jack
- Titre original : Jack, Meet Ethan. Ethan? Jack.
- Scénariste(s) : Damon Lindelof
- Réalisateur : Jack Bender
- Centré sur : Jack & Ethan
- Date de diffusion : 7 janvier 2008

Au cours du quatrième jour, Ethan s'approche de Jack et lui donne une valise de matériel médical, trouvée dans l'avion, puis ils discutent de Claire, femme enceinte, et de la possibilité qu'elle accouche sur l'île et qu'ils devraient probablement l'assister. Ethan se présente en effet comme infirmier et avoue également à Jack que sa femme est morte en couches avec le bébé.
- Commentaire : Dans ce mobisode, on a la première rencontre de Jack avec Ethan, infiltré du peuple des Autres parmi les passagers de l'avion. On apprend au cours de la série que toutes les femmes enceintes meurent sur l'île, il est donc probable qu'Ethan dise bien la vérité à Jack, car on découvrira plus tard que le peuple des Autres voulait enlever Claire pour tenter de voir si elle survivrait à l'accouchement.

### Mobisode 11:Jin pique une colère au golf
- Titre original : Jin Has a Temper-Tantrum on the Golf Course
- Scénariste(s) : Drew Goddard
- Réalisateur : Jack Bender
- Centré sur : Hurley, Jin & Michael
- Date de diffusion : 14 janvier 2008

Le quarante-et-unième jour, alors qu'il joue une partie de golf avec Michael et Hurley, Jin rate le trou avec sa balle, ce qui l'énerve, il crie sa frustration à propos de ses problèmes de langues, et du fait qu'il est le seul passager à ne pas pouvoir communiquer avec les autres. 
- Commentaire : Matthew Fox est crédité dans ce mobisode, malgré son absence.

### Mobisode 12:L'Enveloppe
- Titre original : The Envelope
- Scénariste(s) : J. J. Abrams & Damon Lindelof, Damon Lindelof
- Réalisateur : Jack Bender
- Centré sur : Juliet & Amelia
- Date de diffusion : 21 janvier 2008

Le premier jour, Juliet est sur le point de montrer à Amelia, membre du club de lecture des Autres, le résultat du scanner à rayons X de Ben révélant sa tumeur au dos, finalement elle ne le fait pas. Les sentiments de Ben pour Juliet sont évoqués.
- Commentaire : Ce mobisode révèle comment Juliet a appris la maladie de Ben et lui en a fait part.

### Mobisode 13:C'est ainsi que cela commence
- Titre original : So It Begins
- Scénariste(s) : Drew Goddard
- Réalisateur : Jack Bender
- Centré sur : Jack, Christian & Vincent
- Date de diffusion : 28 janvier 2008

Juste après l'accident d'avion, au premier jour sur l'île, la personne qui semble être Christian, le père de Jack, dit à Vincent le chien d'aller chercher Jack. On assiste alors de nouveau à la scène d'ouverture de l'épisode pilote de la série, dans laquelle Jack ouvre les yeux et voit Vincent passer.
- Commentaire : C'est un mobisode qui a fait beaucoup parler les fans de Lost. En effet, cet épisode est un petit préquelle de la saison 1 de Lost, où Vincent est sifflé par Christian, le père de Jack. Christian signale à Vincent qu'il faut réveiller Jack, car il a beaucoup de travail à faire. On suppose donc via ce mobisode que Christian est vivant.